# Lionheart (album Saxon)
Lionheart – siedemnasty album studyjny heavymetalowego zespołu Saxon wydany 20 września 2004 roku przez wytwórnię Steamhammer.

## Lista utworów
1. „Witchfinder General” – 4:49
2. „Man and Machine” – 3:28
3. „The Return” – 1:18
4. „Lionheart” – 6:05
5. „Beyond the Grave” – 4:55
6. „Justice” – 4:27
7. „To Live by the Sword” – 4:11
8. „Jack Tars” – 0:57
9. „English Man 'o' War” – 4:08
10. „Searching for Atlantis” – 5:54
11. „Flying on the Edge” – 4:55